# Instituto do Homem e Meio Ambiente da Amazônia
O Instituto do Homem e Meio Ambiente da Amazônia - IMAZON é um instituto de pesquisa sediado na cidade de Belém, no Estado do Pará, foi criado em 10 de julho de 1990.
É um instituto sem fins lucrativos e foi qualificado pelo Ministério da Justiça como uma Organização da Sociedade Civil de Interesse Público (Oscip).
Os estudos do Imazon contribuem para a efetivação de políticas de zoneamento e controle de território, e uso dos recursos naturais na Amazônia. Além disso, o instituto avalia políticas ambientais atuais por meio de análises sobre cenários de devastação e seus potenciais impactos. A Instituição integra comissões técnicas, auxilia tomadores de decisão na elaboração de políticas públicas e elabora pareceres sobre temas emergentes no debate regional.
O Imazon é a única instituição não-governamental que monitora o desmatamento de maneira independente do governo, lançando mensalmente boletins com as taxas de desmatamento para toda a região amazônica.
Dentre as principais atividades de pesquisa do Imazon estão:
- o diagnóstico socioeconômico dos usos do solo na Amazônia;
- o desenvolvimento de métodos para avaliação e monitoramento desses usos;
- a realização de projetos demonstrativos;
- a análise de políticas públicas de uso do solo;
- e a elaboração de cenários e modelos de desenvolvimento sustentável para essas atividades econômicas.

## História
A partir de meados dos 1980, a destruição da Amazônia ganha destaque crescente nas mídias nacionais e internacionais, criando, na opinião pública, a demanda por medidas urgentes de contenção do problema. Um dos obstáculos no combate ao desmatamento, naquele momento, era a falta de entendimento real sobre as dimensões e consequências da depredação na Floresta Amazônica. Para que um projeto de combate ao desmatamento seja efetivo, é necessário contar com profissionais especializados, equipes multidisciplinares e dados de qualidade sobre os diversos crimes ambientais e seus desdobramentos em cada localidade. É nesse cenário que o norte-americano Christopher Uh - antigo pesquisador da Empresa Brasileira de Pesquisa Agropecuária (EMBRAPA), juntamente com Adalberto Veríssimo, David McGrath e Paulo Barreto fundam o Imazon (Instituto do Homem e do Meio Ambiente). 
Recentemente, o Imazon assinou um Termo de Cooperação técnica com o Ministério Público do Pará para o monitoramento do desmatamento ilegal em unidades de conservação em terras indígenas.

## Missão
O Imazon tem como missão "Promover o desenvolvimento sustentável na Amazônia brasileira por meio de estudos, apoio à formulação de políticas públicas, disseminação ampla de informações e formação profissional."

## Visão
Em sua visão de futuro, "A Amazônia como uma área onde a biodiversidade, a cobertura florestal e os serviços ambientais associados estarão conservados e o desenvolvimento sustentável será implantado de modo a garantir condições de vida dignas para todos os habitantes da região."

## Valores
Seus valores são: 
- Sustentabilidade
- Ética
- Uso do Método Científico
- Excelência na qualidade

## Programas
O Imazon possui uma diversidade de iniciativas voltadas à realização de seus objetivos. Nesta seção, algumas delas são citadas.

### Monitoramento daAmazônia
O programa Monitoramento da Amazônia tem por objetivo monitorar e detectar o desmatamento, a exploração madeireira e outras formas de pressão humana por meio de imagens de satélite. As imagens captadas são divulgadas até o dia 20 de cada mês e indicam as reais condições de conservação, sua localização e se essas terras são públicas, privadas ou habitadas por indígenas. Com isso, são capazes de desenvolver propostas para as políticas públicas e para a contribuição na redução do desmatamento de degradação florestal por meio da fiscalização de campo.

### Municípios sustentáveis
O programa visa adotar um programa de desenvolvimento sustentável para o combate do desmatamento da Amazônia e o fortalecimento da gestão ambiental dos municípios 
O primeiro projeto implantado foi em 2008, no município de Paragominas, no qual era considerado o maior devastador da Amazônia. O projeto consistiu em conscientizar a população e mudar a economia para um modelo baseado em atividades sustentáveis, deixando de lado o desmatamento.

### Direito e sustentabilidade
O programa visa facilitar o desenvolvimento sustentável na região e o combate ao crime ambiental, essa ação se faz por meio da ampliação de leis ambientais. Com isso, buscam informar que a preservação da floresta é essencial para reduzir as emissões brasileiras

### Mudanças Climáticas
O programa ‘Mudanças Climáticas’ visa criar ações para preparar e adaptar as populações que estão em locais impactados pelas mudanças climáticas. Há uma grande preocupação com a emissão de Gases do Efeito Estufa, uma vez que são resultantes do desmatamento. Essa ação é necessária, pois com a redução do desmatamento, voltará a ter um equilíbrio climático, evitando assim as catástrofes nos quais andam atingindo a sociedade.

### Política e economia
O objetivo programa busca promover a conservação dos recursos florestais na região amazônica, avaliando e subsidiando políticas públicas.  O projeto visa também implementar unidades de conservação para o desenvolvimento econômico local.

### O estado da Amazônia
A cada mês, o Imazon divulga boletins a respeito do estado da Amazônia. Suas publicações são relacionadas ao desmatamento na Amazônia legal e o uso dessas terras. Além disso, focam no combate aos crimes ambientais, bem como as ameaças e programas necessários para a fiscalização das áreas protegidas. O desmatamento na Amazônia aumentou, e a área de floresta nativa desmatada cresceu cerca de 215%.